# Кляйн, Сисси
Сисси Пера Кляйн (норв. Cissi Pera Klein; 19 апреля 1929, Нарвик, Норвегия — 3 марта 1943, концлагерь Освенцим, Польша) — норвежская девочка еврейского происхождения, убитая в период Холокоста в 13-летнем возрасте. История Кляйн стала известна в 1990-х. Ей было установлено несколько мемориалов в Тронхейме.

## Биография

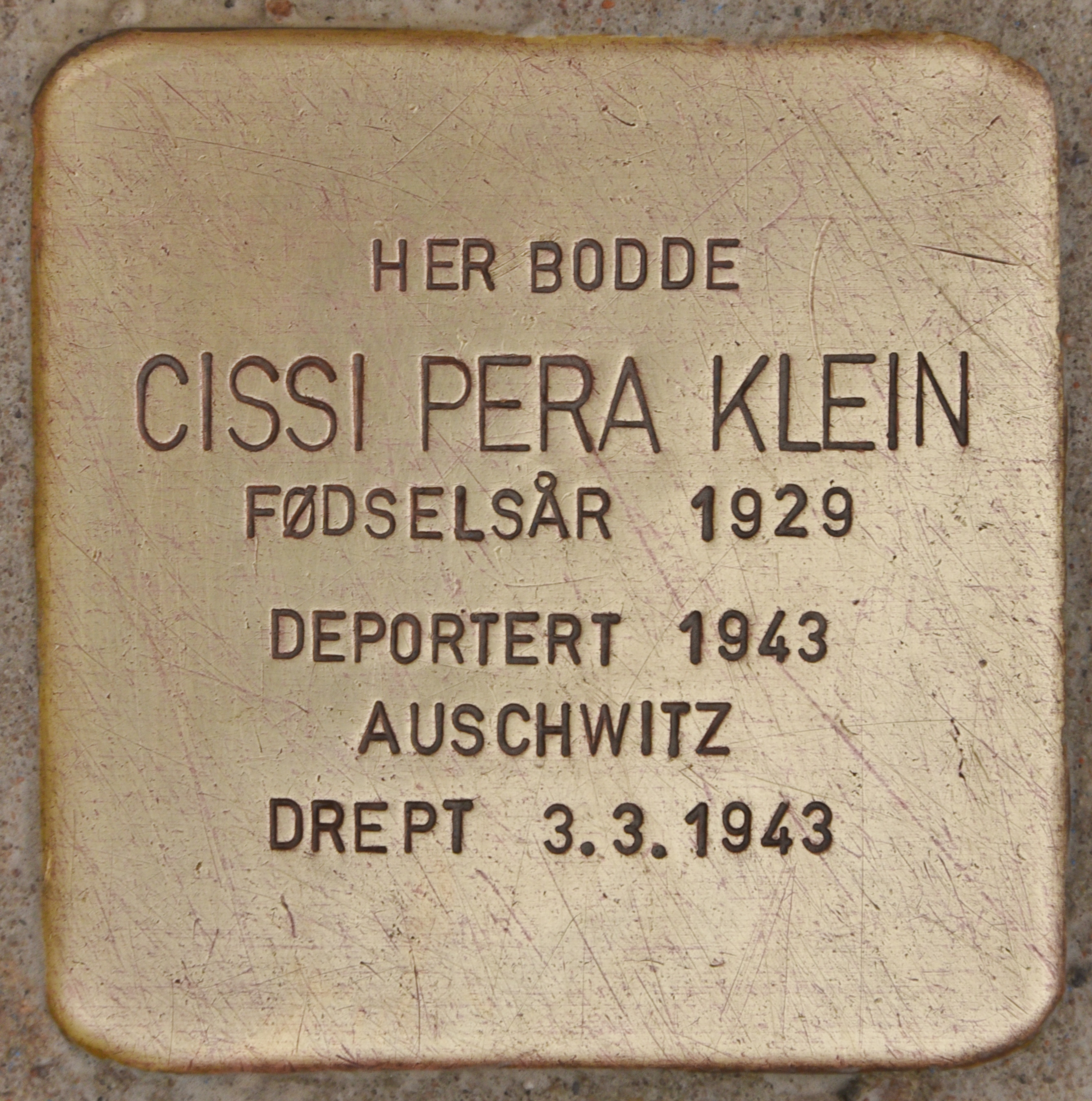
Камень преткновения в Тронхейме

Сисси Пера Кляйн родилась в 1929 году в еврейской семье. Отец Сисси иммигрировал в Норвегию из Литвы в 1905 году, а мать — из Латвии. Сначала они жили в Нур-Норге, позднее переехали в Тронхейм, где открыли свой магазин. У Сисси был старший брат Авраам.
После начала Холокоста в Норвегии брат и отец Сисси были арестованы 7 октября 1942 года. 25 ноября по дороге в школу была арестована и сама девушка. Она содержалась в квартире с другими еврейскими детьми и женщинами. 27 ноября Кляйнов вместе со многими другими евреями Тронхейма отправили в Осло в концентрационный лагерь Бретвет.
В феврале 1943 года Кляйнов депортировали на поезде в Берлин, а оттуда в Освенцим. Кляйны прибыли в Освенцим 3 марта 1943 года и все трое были сразу же убиты в газовой камере. Холокост пережила лишь мать семейства, которая лежала в больнице во время ареста евреев в Тронхейме. Позднее она переехала в Швецию. После войны она вернулась в Норвегию, а затем иммигрировала в Израиль, где вышла замуж за отца Авраама Ахитува. Сисси стала одной из более 700 жертв Холокоста в Норвегии.
Сисси Кляйн стала символом жертв Холокоста в Тронхейме. Её называли «норвежской Анной Франк». В 1995 году на доме, где жила Кляйн, была установлена мемориальная табличка, также в городе была названа улица её имени. В 1997 году в Тронхейме был установлен памятник Сисси Кляйн. Свою композицию ей посвятил композитор Столе Клейберг.